# 뉴프랭클린 (서밋군)

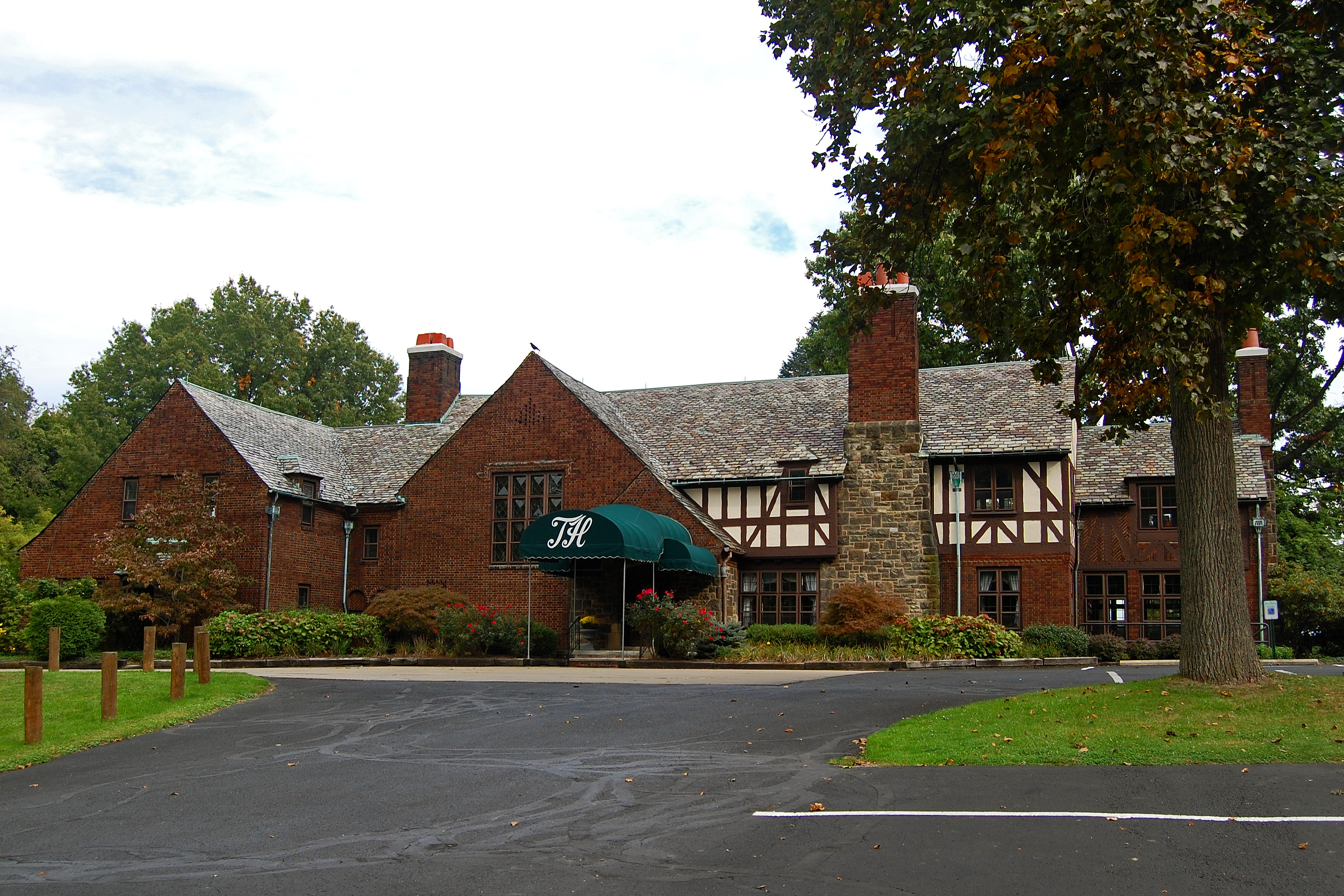
뉴프랭클린에 있는 프랭크 메이슨 레이먼드 하우스

뉴프랭클린(New Franklin)은 미국 오하이오주 서밋군에 있는 도시로, 오하이오주의 북동부에 위치해 있다. 인구는 2020년 조사 결과 13,877명이다.